# Third Division 2002-2003
La Football League Third Division 2002-2003, conosciuta anche con il nome di Nationwide Third Division per motivi di sponsorizzazione, è stato il 45º campionato inglese di calcio di quarta divisione, nonché l'11º con la denominazione di Third Division.
La stagione regolare ha avuto inizio il 10 agosto 2002 e si è conclusa il 3 maggio 2003, mentre i play off si sono svolti tra il 10 ed il 24 maggio 2003. Ad aggiudicarsi il titolo è stato il Rushden & Diamonds, che alla seconda stagione nel calcio professionistico, ottiene la sua prima promozione nella terza serie inglese. Le altre tre promozioni in Football League Second Division sono state invece conseguite dall'Hartlepool United (2º classificato), dal Wrexham (3º classificato) e dal Bournemouth (vincitore dei play off).
Capocannoniere del torneo è stato Andy Morrell (Wrexham) con 34 reti.

## Stagione

### Novità
A partire da questa stagione il numero di retrocessioni in Conference League salì da uno a due (ultima e penultima classificata).
Al termine della stagione precedente, insieme ai campioni di lega del Plymouth Argyle, salirono direttamente in Football League Second Division anche il Luton Town (2º classificato) ed il Mansfield Town (3º classificato). Mentre il Cheltenham Town, 4º classificato, raggiunse la promozione attraverso i play-off. L'Halifax Town, che chiuse all'ultimo posto, non riuscì invece a mantenere la categoria e retrocesse in Conference League.
Queste cinque squadre furono rimpiazzate dalle quattro retrocesse dalla Football League Second Division: Bournemouth (relegato dopo ventunno anni nel quarto livello del calcio inglese), Bury, Wrexham (sceso dopo dieci anni nel torneo di quarta serie) e Cambridge United e dalla neopromossa proveniente dalla Conference League: Boston United (al debutto in Football League).

### Formula
Le prime tre classificate venivano promosse direttamente in Football League Second Division, insieme alla vincente dei play off a cui partecipavano le squadre giunte dal 4º al 7º posto. Mentre le ultime due classificate retrocedevano in Conference League.

## Squadre partecipanti
| Squadra                | Città              | Stadio             | Stagione precedente                                      |
| ---------------------- | ------------------ | ------------------ | -------------------------------------------------------- |
| Boston United          | Boston             | York Street        | 1º posto in Conference League, promosso                  |
| Bournemouth            | Bournemouth        | Dean Court         | 21º posto in Football League Second Division, retrocesso |
| Bristol Rovers         | Bristol            | Memorial Stadium   | 23º posto in Football League Third Division              |
| Bury                   | Bury               | Gigg Lane          | 22º posto in Football League Second Division, retrocesso |
| Carlisle United        | Carlisle           | Brunton Park       | 17º posto in Football League Third Division              |
| Cambridge United       | Cambridge          | Abbey Stadium      | 24º posto in Football League Second Division, retrocesso |
| Darlington             | Darlington         | Feethams Ground    | 15º posto in Football League Third Division              |
| Exeter City            | Exeter             | St James Park      | 16º posto in Football League Third Division              |
| Hartlepool United      | Hartlepool         | Victoria Park      | 7º posto in Football League Third Division               |
| Hull City              | Kingston upon Hull | KC Stadium         | 11º posto in Football League Third Division              |
| Kidderminster Harriers | Kidderminster      | Aggborough Stadium | 10º posto in Football League Third Division              |
| Leyton Orient          | Londra (Leyton)    | Brisbane Road      | 18º posto in Football League Third Division              |
| Lincoln City           | Lincoln            | Sincil Bank        | 22º posto in Football League Third Division              |
| Macclesfield Town      | Macclesfield       | Moss Rose          | 13º posto in Football League Third Division              |
| Oxford United          | Oxford             | Kassam Stadium     | 21º posto in Football League Third Division              |
| Rochdale               | Rochdale           | Spotland Stadium   | 5º posto in Football League Third Division               |
| Rushden & Diamonds     | Irthlingborough    | Nene Park          | 6º posto in Football League Third Division               |
| Scunthorpe United      | Scunthorpe         | Glanford Park      | 8º posto in Football League Third Division               |
| Shrewsbury Town        | Shrewsbury         | Gay Meadow         | 9º posto in Football League Third Division               |
| Southend United        | Southend on Sea    | Roots Hall         | 12º posto in Football League Third Division              |
| Swansea City           | Swansea            | Vetch Field        | 20º posto in Football League Third Division              |
| Torquay United         | Torquay            | Plainmoor          | 19º posto in Football League Third Division              |
| Wrexham                | Wrexham            | Racecourse Ground  | 23º posto in Football League Second Division, retrocesso |
| York City              | York               | Bootham Crescent   | 14º posto in Football League Third Division              |

## Classifica finale
|  | Pos. | Squadra            | Pt | G  | V  | N  | P  | GF | GS | DR  |
|  | ---- | ------------------ | -- | -- | -- | -- | -- | -- | -- | --- |
|  | 1    | Rushden & Diamonds | 87 | 46 | 24 | 15 | 7  | 73 | 47 | +26 |
|  | 2    | Hartlepool Utd     | 85 | 46 | 24 | 13 | 9  | 71 | 51 | +20 |
|  | 3    | Wrexham            | 84 | 46 | 23 | 15 | 8  | 84 | 50 | +34 |
|  | 4    | Bournemouth        | 74 | 46 | 20 | 14 | 12 | 60 | 48 | +12 |
|  | 5    | Scunthorpe Utd     | 72 | 46 | 19 | 15 | 12 | 68 | 49 | +19 |
|  | 6    | Lincoln City       | 70 | 46 | 18 | 16 | 12 | 46 | 37 | +9  |
|  | 7    | Bury               | 70 | 46 | 18 | 16 | 12 | 57 | 56 | +1  |
|  | 8    | Oxford Utd         | 69 | 46 | 19 | 12 | 15 | 57 | 47 | +10 |
|  | 9    | Torquay Utd        | 66 | 46 | 16 | 18 | 12 | 71 | 71 | 0   |
|  | 10   | York City          | 66 | 46 | 17 | 15 | 14 | 52 | 53 | -1  |
|  | 11   | Kidderminster      | 63 | 46 | 16 | 15 | 15 | 62 | 63 | -1  |
|  | 12   | Cambridge Utd      | 61 | 46 | 16 | 13 | 17 | 67 | 70 | -3  |
|  | 13   | Hull City          | 59 | 46 | 14 | 17 | 15 | 58 | 53 | +5  |
|  | 14   | Darlington         | 54 | 46 | 12 | 18 | 16 | 58 | 59 | -1  |
|  | 15   | Boston Utd (-4)    | 54 | 46 | 15 | 13 | 18 | 55 | 56 | -1  |
|  | 16   | Macclesfield Town  | 54 | 46 | 14 | 12 | 20 | 57 | 63 | -6  |
|  | 17   | Southend Utd       | 54 | 46 | 17 | 3  | 26 | 47 | 59 | -12 |
|  | 18   | Leyton Orient      | 53 | 46 | 14 | 11 | 21 | 51 | 61 | -10 |
|  | 19   | Rochdale           | 52 | 46 | 12 | 16 | 18 | 63 | 70 | -7  |
|  | 20   | Bristol Rovers     | 51 | 46 | 12 | 15 | 19 | 50 | 57 | -7  |
|  | 21   | Swansea City       | 49 | 46 | 12 | 13 | 21 | 48 | 65 | -17 |
|  | 22   | Carlisle Utd       | 49 | 46 | 13 | 10 | 23 | 52 | 78 | -26 |
|  | 23   | Exeter City        | 48 | 46 | 11 | 15 | 20 | 50 | 64 | -14 |
|  | 24   | Shrewsbury Town    | 41 | 46 | 9  | 14 | 23 | 62 | 92 | -30 |

Legenda:
      Promosso in Football League Second Division 2003-2004.
  Ammesso ai play-off.
      Retrocesso in Conference League 2003-2004.
Regolamento:
Tre punti a vittoria, uno a pareggio, zero a sconfitta.
In caso di arrivo di due o più squadre a pari punti, la graduatoria verrà stilata secondo i seguenti criteri:
- differenza reti
- maggior numero di gol segnati

Note:

Il Boston United è stato sanzionato con 4 punti di penalizzazione per irregolarità finanziarie.

## Spareggi

### Play-off

#### Tabellone
|  | Semifinali | Semifinali     | Semifinali | Semifinali | Semifinali |  |  | Finale       | Finale       | Finale |  |
|  |            |                |            |            |            |  |  |              |              |        |  |
|  | 7          | Bury           | 0          | 1          | 1          |  |  |              |              |        |  |
|  | 4          | Bournemouth    | 0          | 3          | 3          |  |  | Bournemouth  | Bournemouth  | 5      |  |
|  | 6          | Lincoln City   | 5          | 1          | 6          |  |  | Lincoln City | Lincoln City | 2      |  |
|  | 5          | Scunthorpe Utd | 3          | 0          | 3          |  |  |              |              |        |  |

#### Semifinali
|                   | Risultati |                   | Luogo e data                |
| ----------------- | --------- | ----------------- | --------------------------- |
| Bury              | 0-0       | Bournemouth       | Bury, 10 maggio 2003        |
| Bournemouth       | 3-1       | Bury              | Bournemouth, 13 maggio 2003 |
|                   |           |                   |                             |
| Lincoln City      | 5-3       | Scunthorpe United | Lincoln, 10 maggio 2003     |
| Scunthorpe United | 0-1       | Lincoln City      | Scunthorpe, 14 maggio 2003  |
|                   |           |                   |                             |

#### Finale
|             | Risultati |              | Luogo e data                                 |
| ----------- | --------- | ------------ | -------------------------------------------- |
| Bournemouth | 5-2       | Lincoln City | Cardiff (Millennium Stadium), 24 maggio 2003 |
|             |           |              |                                              |